# Parsuk
Todos os estudantes e investigadores portugueses residentes no Reino Unido poderão tornar-se membros da PARSUK, bastando para isso efectuar o seu registo através do site oficial: http://www.parsuk.pt
A PARSUK está ainda numa fase de crescimento contando actualmente com mais de quatrocentos membros. A estes, ainda acrescem várias personalidades que aceitaram tornar-se membros honorários desta associação.